# Sky Team
Sky Team Corp., Ltd. ist ein chinesischer Hersteller von Motorrädern mit Sitz in Hongkong. Unter der Marke Skyteam (Eigenschreibweise: SKYTEAM) exportiert die Jiangsu Sacin Motorcycle Co., Ltd. mit Sitz in Nanjing ihre Produkte.
Es werden insbesondere Replikas bekannter Modelle von Honda aus den 1960er- und 1970er-Jahren (Honda Dax und Monkey bis 125 cm³) sowie Suzuki-RV-Modelle bis 250 cm³ und andere Motorräder, darunter auch Eigenentwicklungen für Straße und Offroad bis 250 cm³, sowie die entsprechenden Ersatzteile gefertigt und vertrieben. Insgesamt werden mehr als 45 Modelle gefertigt, darunter nach eigenen Angaben 26 Modelle mit EG-Typgenehmigung und 14 Modelle mit CE-Kennzeichnung. Hauptabsatzgebiet ist der nordamerikanische Markt.
In Deutschland waren zum 1. Januar 2025 insgesamt 4034 Skyteam-Krafträder zum Straßenverkehr zugelassen, was einem Anteil von 0,1 Prozent entspricht.

## Produkte und Modelle
Gefertigt und vertrieben werden:
- Skyteam Chappy – 50 cm³ und 125 cm³
- Skyteam ACE – 50 cm³ und 125 cm³
- Skyteam DAX (Honda-Replika) – 50 cm³ und 125 cm³
- Skyteam Monkey (Honda-Replika) – 50 cm³ und 125 cm³
- Skyteam Gorilla (Honda-Replika) – 50 cm³ und 125 cm³
- Skyteam PBR (Replika der Honda ZB50) – 50 cm³ und 125 cm³
- Skyteam T-Rex (Replika der Suzuki RV90) – 50 cm³ und 125 cm³
- Skyteam V-Raptor (Replika der Suzuki RV125) – 125 cm³ und 250 cm³
- Skyteam Supermoto SM – 50 cm³, 125 cm³, 200 cm³ und 250 cm³
- Skyteam Enduro Trail Bike – 50 cm³, 125 cm³ und 250 cm³
- Skyteam Dirt-Bike Modelle (2 × Straße, 2 × Offroad) – 125 cm³, 200 cm³ und 250 cm³
- Weitere Motorräder und Motorroller:
  - Skyteam ST50 (Enduro, Dirt Bike)
  - Skyteam Cub (Enduro)
  - Skyteam 125 cm³ (Straßenmotorrad)
  - Skyteam Monkey (Replika) und andere Dreiräder
  - Skyteam AX100 (Straßenmotorrad)
  - Skyteam ST100 (Straßenmotorrad)
- Skyteam-Tuning-Teile und -Zubehör

Hinweis: Zumeist ist eines der Modelle jeder Serie mit der Abgasnorm Euro 3 lieferbar. Seit 2017 sind die für den europäischen Markt bestimmten Fahrzeuge mit einer Kraftstoffeinspritzung ausgestattet und erreichen die Abgasnorm Euro 4.